# الدوري البرازيلي الدرجة الثانية 1986
الدوري البرازيلي الدرجة الثانية 1986 هو موسم من الدوري البرازيلي الدرجة الثانية. أشرف على تنظيمه اتحاد البرازيل لكرة القدم، وكان عدد الأندية المشاركة فيه 36، وفاز فيه نادي تريزه.